# 北美纳赫兹引力波天文台
北美纳赫兹引力波天文台（英語：North American Nanohertz Observatory for Gravitational Waves，缩写为NANOGrav）是一个由天文学家组成的联盟，他们的共同目标是通过使用绿岸射电望远镜、阿雷西博望远镜、和甚大天线阵定期观测毫秒脉冲星群来探测引力波。 该项目是与澳大利亚帕克斯脉冲星计时阵列、欧洲脉冲星计时阵列、和作为国际脉冲星计时阵列一部分的印度脉冲星计时阵列的国际合作伙伴合作开展的。

## 使用脉冲星定时进行引力波探测

NANOGrav 观测到的脉冲星之间的相关性与脉冲星之间的角距关系图，与理论模型预测的Hellings-Downs曲线（紫色虚线），以及没有引力波背景的情形（绿色实线）相对比。

引力波是爱因斯坦广义相对论的重要预测，是物质整体运动、早期宇宙波动以及时空本身动力学的结果。 脉冲星是在大质量恒星超新星爆炸期间形成的快速旋转、高度磁化的中子星。 它们作为高精度时钟，具有丰富的物理应用，包括天体力学、中子星地震学、强场重力测试和银河天文学。
使用脉冲星作为引力波探测器的想法最初由 Sazhin 和 Detweiler 在 1970 年代末提出。 这个想法是将太阳系重心和遥远的脉冲星视为太空中假想臂的两端。 脉冲星充当手臂一端的参考时钟，发出定期信号，由地球上的观察者监测。 经过的引力波的影响将扰乱局部时空度量并导致观测到的脉冲星旋转频率发生变化。
Hellings 和 Downs 于 1983 年将这一想法扩展到脉冲星阵列，并发现引力波的随机背景会针对天空上不同的角间隔产生相关信号。 这项工作的灵敏度受到阵列中脉冲星时钟的精度和稳定性的限制。 继 1982 年发现第一颗毫秒脉冲星之后，Foster 和 Donald C. Backer 成为第一批通过将 Hellings-Downs 分析应用于一系列高度稳定的毫秒脉冲星来认真提高引力波灵敏度的天文学家。